# کونکوردیا (ماگدالنا)
کونکوردیا (انگلیسی: Concordia, Magdalena) نام شهری در کشور کلمبیا است.